# São Martinho do Peso
São Martinho do Peso é uma povoação portuguesa sede da Freguesia de São Martinho do Peso do Município de Mogadouro, freguesia com 52,01 km² de área e 355 habitantes (censo de 2021), tendo, por isso, uma densidade populacional de 4,9 hab./km².

## Demografia
A população registada nos censos foi:
Nota: No censo de 1864 figura com a designação de S. Martinho. Nos anos de 1890 a 1930 tinha anexada a freguesia de Macedo do Peso. Pelo decreto lei nº 27.424, de 31/12/1936, passou a fazer parte desta freguesia.
| Ano  | 0-14 Anos | 15-24 Anos | 25-64 Anos | > 65 Anos |
| 2001 | 38        | 49         | 216        | 138       |
| 2011 | 17        | 31         | 159        | 148       |
| 2021 | 3         | 7          | 101        | 144       |

## Aldeias
A freguesia é composta por quatro aldeias:
- Macedo do Peso - 77 habitantes em 2011
- Peso - 45 habitantes em 2011
- São Martinho do Peso - 130 habitantes em 2011
- Valcerto - 103 habitantes em 2011[4]

## Património
- Atalaia do Pendão
- Capela de São Pantaleão
- Solar dos Morais, São Martinho do Peso
- Capela do Senhor dos Aflitos, Macedo do Peso
- Igreja Paroquial de Macedo do Peso / Igreja de São Bartolomeu
- Igreja Paroquial de São Martinho do Peso / Igreja de São Martinho
- Igreja Paroquial de Valcerto
- Ponte de Macedo do Peso
- Ponte Gamona